# 新楚留香
《新楚留香》為2001年中華電視公司八點檔連續劇，改編自古龍小說，製作單位為新峰影業，任賢齊、林心如及黎姿領銜主演，出品人楊登魁。劇情包含了《血海飄香》、《畫眉鳥》、《借屍還魂》及《蝙蝠傳奇》的部分情節。

## 概要
著名製作人楊佩佩拍攝完畢《神雕俠侶》、《笑傲江湖》和《倚天屠龍記》后，計劃拍攝新版《射雕英雄傳》，但卻遇上了版權逾期、大陸方面也有計劃拍攝等問題。因此，決定臨時取消計劃，並購買另一部武俠小說《楚留香》改編拍攝電視劇。

## 故事大綱
楚留香為了遵從養大自己的啞爹爹的遺願，誓要得到收藏於大內皇宮裡的「琥珀觀音」。他於盜寶當晚結識了同樣為「琥珀觀音」而來的神偷，司空摘星和他兩位女兒，司空星兒、蘇蓉蓉。楚留香得胡鐵花、宋西湖相助，成功奪得寶物而去，但司空摘星與司空星兒則被「天下第一劍」薛伊人扣押。蘇蓉蓉為救義父義姐，來到宋西湖的煙雨風樓找楚留香要「琥珀觀音」與薛伊人交換司空摘星父女。但宋西湖知道楚留香要將「觀音」交給李尋歡以作學「小李飛刀」的條件，所以只將假「觀音」交給蘇蓉蓉。楚留香與蘇蓉蓉從此成為歡喜冤家。
楚留香雖習得「小李飛刀」，但李尋歡因出了最後一刀對付前來尋仇的黑衣人而重傷失踪。楚留香也因此一役中了玄冰宮的天下奇毒「乾坤聖水」，只剩下三天性命。後來幸好有宋西湖犧牲自己來為楚留香續命三個月。
一日，楚留香眾人發現多位武林人士死於「乾坤聖水」下。正想查探之際，竟然遇到玄冰宮大弟子風南雁，更直指是楚留香偷了「乾坤聖水」。後來發現原來楚留香也中了毒，就跟他約定，要是三個月內找到兇手並帶來玄冰宮，定會為楚留香解毒。
正當楚留香眾人想回到千山渡上商量對策之際，竟發現丐幫幫主洛無情率領丐幫幫眾到了船上。原來死於「乾坤聖水」的其中一個江湖人正是前丐幫幫主楚霸天。洛無情認為下毒殺人的就是楚留香。楚留香為證明自己的清白，決定展開調查，誓要找出兇手。
調查期間，楚留香眾人雖然找到不少蛛絲馬跡，不過總被兇手快一步的消滅所有證據，也將知情人一一殺人滅口。後來楚留香得知兇手覬覦四位江湖人士收藏的一批財寶，從點點的證據推理出原來兇手就是少林一燈大師的徒弟，神僧如塵。原來如塵是多年前從朝鮮來到中原挑戰武林人士的獨孤一郎的長子。為了報殺父之仇，如塵從玄冰宮弟子歐陽琳手上得到「乾坤聖水」，將多年前有份殺他父親的武林人士一一毒殺。如塵與楚留香比武時，因已知道心愛的歐陽琳已死，故意輸給楚留香，然後以朝鮮武術引火自焚。
正當楚留香等人以為再無機會為楚留香解毒之際，風南雁再次出現，並說要是楚留香能帶自己最愛的人到玄冰宮，或者還會有一線生機。楚留香知道此行九死一生，本來不欲前往。誰知蘇蓉蓉竟自薦，願意與楚留香到玄冰宮一闖。
玄冰宮之內，宮主單獨召見蘇蓉蓉。問過她為何愛上楚留香之後，竟然向蘇蓉蓉狠下「乾坤聖水」之毒，更對楚留香揚言要是他們倆個誰先提著對方的頭顱來見，就為誰解毒。楚留香與蘇蓉蓉不願刺殺對方，決定離開玄冰宮。誰知玄冰宮唯一的出口就是以奇門遁甲之術而佈置的「永恆樹林」，楚留香與蘇蓉蓉亦無法逃出迷宮。蘇蓉蓉無法忍受毒發時的痛楚，竟然一刀刺傷楚留香腹部。幸好有風南雁將楚留香及時救走。
為了避開蘇蓉蓉的追殺，風南雁將楚留香帶到玄冰宮祖師婆婆的墳墓裡。楚留香從風南雁口裡得知，原來這次要他來的理由，是因為風南雁與宮主為了證明世上有否真愛而立的賭約。玄冰宮一向主張弟子要無情，可風南雁則覺得不妥。楚留香好奇為何玄冰宮一定要弟子冷酷無情的原因，竟打開了祖師婆婆的石棺，更發現原來是玄冰宮眾人一直誤會了祖師婆婆的意思。
二人立刻趕回，想將此事一一告知宮主。可此時又遇到蘇蓉蓉與宮主。蘇蓉蓉楚留香二話不說的打了起來，欲擊殺對方。可是宮主卻看出，原來他們並非要殺對方，而是要對方先殺死自己，因為只有這樣，對方的毒方可解除，更不會讓對方內疚。宮主終於相信世上確有真愛，答應為楚留香蘇蓉蓉解毒。此時一個武功絕高的黑衣人突然出現，將宮主重傷然後逃去。幸好風南雁已習得「乾坤聖水」解毒之法，並為二人解毒。可正當宮主想說出黑衣人身份之時，於密室內被黑衣人所殺。
「乾坤聖水」一事總算告一段落。正當楚留香與蘇蓉蓉以為可以開始發展情侶關係之際，黑衣人再次出現，警告楚留香勿要多管閒事，更以凌厲的劍氣重傷蘇蓉蓉。幸好楚留香以絕頂輕功及時把蘇蓉蓉送到神醫張簡齋處療傷。張簡齋讓蘇蓉蓉服下治療內傷聖藥「藍田玉實」，得以為蘇蓉蓉保命。可是要蘇蓉蓉甦醒過來，必須讓她服下第二顆玉實。張簡齋知道薛伊人有一顆這珍貴無比的玉實，著楚留香到薛伊人處取得。司空摘星與司空星兒也知道蘇蓉蓉受傷的事，決定一起到薛家莊借藥。
到了薛家莊才得知，原來「藍田玉實」是薛家傳家之寶，絕不能送給外人。楚留香與司空摘星雖是盜帥、神偷，卻也無法於高手雲集的薛家莊偷得寶藥。司空星兒知道薛伊人對自己有好感，為了救義妹，竟然想以騙婚來助二人偷藥。誰知「藍田玉實」一直在薛伊人身上。司空摘星得知後竟一手奪去。可是最後被神秘的高手所殺，更被殺手偷走玉實。
楚留香眾人知道安南國盛產玉實，決定到安南一行。楚留香相信這般珍貴的藥材，一定藏於安南國皇宮之中，決定進宮一看，可惜一無所獲，只碰見一個自稱是安南國皇后的年輕女子。第二天，楚留香在街上遇到自稱是安南國世子的溫良玉，更得知原來世子要討得暹邏國公主雲蘿的歡心，繼而娶她為妻，以借用暹邏國的兵力，解決安南國的內憂外患。楚留香心想，要是能助世子娶得美人歸，再要問他要「藍田玉實」也不過分，所以決定化身為世子隨從，為他籌謀一切。可惜這充滿魅力的楚香帥，原來一向都是女子情不自禁的愛上他，根本對女子毫無辦法。面對雲蘿公主的奴婢榴蓮諸多刁難，竟然無計可施。
楚留香無意間竟發現原來榴蓮乃雲蘿公主與奴婢對調身份所扮。對著氣焰的公主，楚留香教世子以他與宋西湖的愛情故事來打動她。果然，雲蘿被故事所感動。終於，溫良玉擊退所有求婚的對手。為答謝楚留香，溫良玉邀楚留香等人一起進宮。
一日，楚留香於安南國宮內聽到井底傳出一首熟識的歌謠。原來哼著歌謠的是被以為死去多年的孫皇后。而且孫皇后更以這首歌謠認定楚留香為她親兒，是安南國真正的世子。但楚留香卻無心爭奪世子之位，只希望與失散多年的親娘到宮外過著逍遙的生活。
但此時雲蘿公主竟說要嫁楚留香，因為當她知道真正為她講愛情故事的人是楚留香，她已深深的愛上了他，現在要以世子身份為由，嫁給楚留香。溫良玉的親娘史皇后為了不讓楚留香搶走兒子世子之位，竟擄走司空星兒。楚留香為救司空星兒，獨闖樹林。孫皇后與溫良玉也先後走進了樹林。原來史皇后武功高強。楚留香竟然不敵戰死。當孫看到楚留香被史皇后所殺，竟然說出當年將自己跟史皇后的王子對調的真相。史所殺的，竟然是自己的親兒子。此時，聽到只是裝死的楚留香突然起來。孫皇后激動得心臟衰歇而死。想親手殺死孫皇后的史皇后也被溫良玉為了保護親娘所殺，死在兩個兒子懷中。
楚留香雖然終於得知身世，不過卻和娘親陰陽相隔。心愛的司空星兒也因為被史皇后所傷，奄奄一息。楚留香只能以溫良玉相贈的「藍田玉實」先為司空星兒保命。楚留香吩咐宋甜兒留在安南照顧昏迷的司空星兒，獨自回到張簡齋處探望依然昏迷的蘇蓉蓉。可是回到去時，竟然發現蘇蓉蓉已被神秘人劫走。
楚留香雖發現了殺手假扮的蘇蓉蓉與張簡齋，但為了得到救蘇蓉蓉的線索，只好把他們放走。可惜最終黑衣人被滅口。苦無對策的楚留香想起李紅袖情郎血長空乃神秘人殺手組織一員，欲向他問得關於神秘人的消息。當血長空與楚留香本以為找到蘇蓉蓉的踪跡，但原來是殺手組織所布下的陷阱。血長空被神秘人抓走。神秘人以追殺李紅袖為由，威逼血長空活捉胡鐵花與宋甜兒以鉗擊楚留香，讓他為殺手組織辦事。
此時宋甜兒更回到中原，告知楚留香神秘人已劫走了司空星兒，更殺了溫良玉與雲蘿公主。心如死灰的楚留香欲到少林寺出家為僧。
血長空將神秘人的計劃與李紅袖訴說。李紅袖為了血長空，與血長空喝下毒藥，計劃以他二人的婚宴來活捉胡鐵花與宋甜兒。胡鐵花雖猜到血長空與李紅袖的用意，也甘願為了救他們二人而束手就擒。但原來血長空與李紅袖早已想好要以炸藥擊殺神秘人。但可惜神秘人最終依然逃去，更利用失去了記憶的蘇蓉蓉殺死追去的血長空。神秘人再派蘇蓉蓉刺殺胡鐵花，胡鐵花以楚留香之名想令蘇蓉蓉恢復記憶不果，更讓神秘人發現蘇蓉蓉漸漸恢復記憶，命幻魔再向她施以「迷心大法」。
胡鐵花從疑幻似真的夢境中得知楚留香身在少林寺，與宋甜兒前往尋找。終於想通的楚留香隨二人離去。
薛玉寒突然來找楚留香，原來是皇上召見，要楚留香以欽差大臣之名與御妹明珠郡主到薛家莊，名為薛笑人賜婚，實為查探關於薛伊人是否殺手組織首領一事。到了薛家莊，楚留香卻竟然碰上薛伊人與司空星兒的婚禮。原來神秘人為了讓薛伊人加入殺手組織，竟然將司空星兒送了到薛家莊，更命幻魔向司空星兒施展「迷心大法」，令司空星兒愛上薛伊人，恨透楚留香。
查探期間，楚留香發現薛笑人雖為瘋癲，但其實劍法高超，而且多方面都極為神秘，開始懷疑其實殺人組織首領就是薛笑人。正當楚留香找到證據，薛笑人卻竟被蘇蓉蓉所殺。楚留香想將蘇蓉蓉追回，但被神秘人帶走。
神秘人命蘇蓉蓉刻意把楚留香等人引到大漠。薛伊人與司空星兒也為了找蘇蓉蓉報仇而來到大漠。楚留香為了解開司空星兒與蘇蓉蓉的「迷心大法」，決定先找「迷心大法」的始創人迷心老叟。
薛伊人果然於沙漠中找到了蘇蓉蓉。正要殺她報仇時，楚留香亦趕至阻止薛伊人。眾人談話期間，沙漠風暴突然來襲，眾人被沙暴分散，只剩下薛伊人與楚留香。幻魔欲以「迷心大法」讓楚留香自盡，幸好及時被李紅袖發現阻止。幻魔趁亂逃脫，被不知情的司空星兒所救。司空星兒與胡鐵花得到沙漠部落的幫助，再次與楚留香等人重聚，但卻因遇上更大的沙暴而又一次分開。楚留香雖能在沙暴中抓緊司空星兒，但在缺水缺糧的情況下，楚留香只能抱著司空星兒來保護她。但楚留香卻因虛耗過度而命危。生命徘徊之際，幸有大漠的大巫師教司空星兒將楚留香從鬼門關叫回來。楚留香與司空星兒先離開大漠，讓嚮導到大漠找回其他人。經歷生死，失去記憶的司空星兒再不討厭楚留香，更四處嘗試找回失去的回憶。
胡鐵花一直失踪，原來是被幻魔救起，更以「迷心大法」令其效忠殺手組織，親手殺死了李紅袖、宋甜兒。神秘人認為所有阻力已除，決定刺殺皇上以取而代之，更將計劃一一對幻魔、胡鐵花、與眾手下說明。誰知轉眼之間，胡鐵花竟然把神秘人所有部署告知楚留香、李紅袖與宋甜兒。原來幻魔早已死去，現在的幻魔乃楚留香假扮，胡鐵花也從未中「迷心大法」。一切只是李紅袖想出用來消滅殺手組織的計謀。
此時，薛伊人再次出現，更要為司空星兒解除「迷心大法」後，一起與楚留香等人消滅殺手組織。司空星兒雖恢復記憶，但亦從未忘記愛過薛伊人。
神秘人帶領手下上了千山渡，眾人以計欲擊殺神秘人。最後雖可成功將神秘人殺死，但蘇蓉蓉犧牲，薛伊人亦因此武功全失。司空星兒雖依然深愛楚留香，但卻選擇與薛伊人隱居避世。薛伊人離開之前，拜託楚留香為他身在風林山村的妹妹薛可人帶口信，希望薛可人可以代替薛笑人、薛伊人掌管薛家莊。
楚留香獨自來到風林山村，遇上正要被獻給風林老妖的薛可人。原來薛可人不但劍法非常厲害，而且長得美麗可人，個性更是樂觀開朗。楚留香將口信傳達後，薛可人決定隨楚留香回薛家莊。楚留香與薛可人閒談之間，令楚留香突然猜想當日死的並非真正的首領，而是首領的「影子」。二人決定開棺查看。棺木內的白骨，加上薛可人之前碰見的「影子」，二人確定首領的確未死。首領亦發覺薛可人的劍法比自己更厲害，所以決定邀請自己的三妹加入殺手組織，助其成就大業，更向薛可人展示手下對他的忠心。但薛可人依然拒絕加入組織。薛笑人欲殺薛可人，薛可人則拿出薛笑人小時候送給她的小木劍以勾起兄妹之情。從來真心痛疼妹妹的薛笑人果然卻步，心軟放走薛可人。
薛笑人為了打擊朝廷威信，自稱是死而復生的「龍象聖佛」，更收當今國師為弟子，引得大批百姓前來薛家莊叩拜。薛笑人為讓百姓更加信服，竟在村中所有水源下毒，讓村中爆發瘟疫，只將解毒金丹賜給信服「龍象神佛」的人。但所謂的解毒金丹只是讓人上癮的毒藥，只能解一時的痛楚而並非真正的解藥。正當楚留香想離開這已經被薛笑人完全控制的村莊之際，竟然發現胡鐵花跟百姓一同領取金丹。回到千山渡，經宋甜兒一看，胡鐵花中的是比瘟疫傳染得更快的西域奇毒。
楚留香從八王爺口中得知，外方使節已到了中原準備與皇上商談議和，猜到薛笑人會對付使節以引起戰亂，從而實現他即將會有兵火戰禍之預言，令百姓更加相信「龍象聖佛」之說。薛可人吩咐胡鐵花、李紅袖、宋甜兒一方面護送八王爺回宮通知聖上，另一方面又保護使節安全，不讓薛笑人奸計得逞。薛可人更決定教楚留香薛家第十五劍，希望能一起以第十五劍對付薛笑人。但要練成此劍，必須要先讓楚留香愛上薛可人。正當楚留香還在煩惱如何是好之際，竟然傳來使節的死信，皇上更是不知所終。
楚留香眾人決定立刻與薛玉寒护送八王爺上京。但上京途中，楚留香與薛可人均發現薛玉寒為薛笑人所利用。雖然薛玉寒最後良心發現，助楚留香擒住國師，不過國師亦以胡鐵花、李紅袖與宋甜兒性命威脅。楚留香只得先放了國師，再救三人離去。可胡鐵花被薛笑人劍氣侵入經脈，武功全廢，亦不能沾半滴酒。不能飲酒的胡鐵花生不如死, 終於還是盡情地與楚留香喝下一呈最愛的竹葉青，永遠沉睡於醉鄉。
不敢再闖情關的楚留香，決定以薛伊人的「迷心大法」讓自己愛上薛可人。但知道了真相的薛可人無法接受被「迷心大法」控制的楚留香。
一直想練成第十五劍的薛笑人易容成劍聖與楚留香、薛可人練劍，希望薛可人使出真正第十五劍時能讓自己領略到劍意，被識穿後逃去，追去的薛伊人不敵，死前只留著最後一口氣等司空星兒見他最後一面。
薛笑人為他的皇帝夢作出最後一步，以中毒的百姓要挾楚留香盜取當今聖上的人頭。同時，皇上亦以楚留香各位紅顏知己當人質，命令楚留香殺薛笑人。楚留香只好再寄香箋，揚言要盜去皇上頭顱以保百姓性命。幸好緊急關頭有李紅袖設計，先讓司空星兒以「迷心大法」向國師問得解藥藥方，楚留香才有機會與薛笑人對抗。最後，楚留香與薛可人以真愛之劍消滅薛笑人。三年後，楚留香依然在千山渡上，有李紅袖、宋甜兒陪伴，活得逍遙。

## 演員
| 演員                                         | 角色     | 介紹                                                                                     |
| 任賢齊 (粵語配音：雷 霆) (國語配音：吳文民)  | 楚留香   | 踏月不留痕，盜帥楚留香                                                                   |
| 袁詠儀 (國語配音：杜素真)                    | 宋西湖   | 如塵三妹，楚留香紅顏知己，精通易容術，醫術，機關                                         |
| 林心如 (粵語配音：曾秀清)                    | 司空星兒 | 楚留香紅顏知己，司空摘星之女                                                             |
| 鄭伊健 (國語配音：李香生)                    | 李尋歡   | 小李飛刀，人稱「六如公子」，因與獨孤一郎比武而受了不能痊癒的內傷，隱居與煙雨風樓的小閣樓 |
| 張衛健 (國語配音：于正昌)                    | 如 塵    | 獨孤一郎長子，少林僧人                                                                   |
| 黎 姿 (國語配音：汪世瑋)                     | 蘇蓉蓉   | 楚留香紅顏知己，司空摘星義女                                                             |
| 吳孟達 (部分配音：黃子敬) (國語配音：陳宗岳) | 司空摘星 | 神偷                                                                                     |
| 孫耀威 (粵語配音：蘇強文) (國語配音：陳宏瑋) | 洛無情   | 如塵二弟，丐幫幫主                                                                       |
| 林熙蕾 (粵語配音：陸惠玲) (國語配音：杜素真) | 左明珠   | 郡主，與胡鐵花相戀                                                                       |
| 楊恭如 (國語配音：杜素真)                    | 薛可人   | 楚留香紅顏知己，薛家小妹                                                                 |
| 鄭浩南 (粵語配音：陳 欣) (國語配音：陳明陽)  | 薛衣人   | 「天下第一劍」                                                                           |
| 陳法蓉 (國語配音：杜素真)                    | 風南雁   | 楚留香紅顏知己，玄冰宮大弟子                                                             |
| 徐少強 (國語配音：黃天佑)                    | 薛笑人   | 殺人組織「天網」首領                                                                     |
| 徐少強 (國語配音：黃天佑)                    | 薛寶寶   | 薛家大哥                                                                                 |
| 張慧儀 (國語配音：陳美貞)                    | 史鳳凰   | 安南國皇后                                                                               |
| 萬綺雯 (國語配音：馮嘉德)                    | 雲蘿公主 | 暹邏國公主                                                                               |
| 黎耀祥 (國語配音：石班瑜)                    | 胡鐵花   | 酒鬼，與优如夢，左明珠相戀                                                               |
| 張 茜 (粵語配音：劉惠雲) (國語配音：馮嘉德)  | 李紅袖   | 宋西湖奴婢，楚留香朋友，精通易容術，江湖百曉生，與血長空有份無緣。                       |
| 楊 蕊 (粵語配音：林元春) (國語配音：劉香君)  | 宋甜兒   | 宋西湖奴婢，楚留香朋友，精通醫術，烹飪                                                   |
| 陳曉東 (國語配音：陳宏瑋)                    | 皇 帝    | 封楚留香為「盜帥留香」                                                                   |
| 譚建昌 (國語配音：黃天佑)                    | 獨孤一郎 | 朝鮮武士，與小李飛刀打成平手                                                             |
| 章西西 (國語配音：劉香君)                    | 尤如夢   | 玄冰宮宮女，與胡鐵花相戀                                                                 |
| 海俊傑 (國語配音：黃天佑)                    | 血長空   | 天下第一快劍                                                                             |
| 劉家 (國語配音：姜瑰瑾)                      | 聖水娘娘 | 玄冰宮宮主                                                                               |
| 陳展鵬 (國語配音：石班瑜)                    | 溫良玉   | 安南國世子                                                                               |

## 戲中其他人物
| 角色                                     | 演員   | 介紹                                                               |
| 薛玉寒 國語配音：黃天佑／陳宏瑋          | 趙冬柏 | 禁衛總管                                                           |
| 水玲瓏 國語配音：杜素真／汪世瑋          | 張詠琪 | 天下第一刀「查慕俠」之女                                           |
| 白如來 國語配音：石班瑜                  | 劉 朔  | 本為洛無情的同黨，後因欠楚留香人情而順手幫他一把，立刻遭洛無情所殺 |
| 楚圓圓 粵語配音：沈小蘭 國語配音：杜素真 | -      | 楚霸天之女                                                         |
| 歐陽琳 粵語配音：梁少霞 國語配音：馮嘉德 | 劉叢丹 | 玄冰宮宮主之女，與如塵相戀                                         |
| 張簡齋 國語配音：黃天佑／陳宗岳          | -      | 神醫「一指判生死」                                                 |
| 薛 斌 粵語配音：陳卓智 國語配音：陳宏瑋  | -      | 薛家總管                                                           |
| 車天保 國語配音：熊肇川                  | 武嘉輝 | 車將軍之子                                                         |
| 車將軍 國語配音：陳明陽                  | 劉 全  | 安南國將軍                                                         |
| 孫皇后 粵語配音：盧素娟 國語配音：汪世瑋 | -      | 安南國前皇后                                                       |
| 幻 魔 國語配音：黃天佑                   | 孔慶三 | 迷心老叟之徒                                                       |
| 迷心老叟 國語配音：胡大衛                | 陳志剛 | 創「迷心大法」                                                     |
| 康 城 國語配音：陳宗岳                   |        | 沙漠嚮導                                                           |
| 夏 侯 國語配音：陳宗岳                   | -      | 國師                                                               |
| 八王爺 國語配音：李香生                  | -      |                                                                    |

1. ↑  2000年，有三部《笑傲江湖》播出，害怕觀眾感到厭倦